# Ваннини, Оттавио
Оттавио Ваннини (итал. Ottavio Vannini, 15 сентября 1585, Флоренция — 24 февраля 1644, Флоренция) — итальянский Живопись живописец Академизм академического направления эпохи Барокко, работавший главным образом во Флоренции.

## Жизнь и творчество
Родился во Флоренции, в семье Микеле Ваннини. По началу на протяжении четырёх лет был подмастерьем у посредственного художника по имени Джованни Батиста Меркати (который, вероятно, являлся гравёром), однако затем уехал в Рим, где обучался под начало Анастасио Фуонтебуони. Затем он вернулся во Флоренцию, а стал работать вместе с Доменико Пассиньяно.
Ваннини известен алтарными картинами «Святой Викентий Феррер» для церкви Сан Марко во Флоренции и «Поклонение волхвов» для церкви Санта-Мария-дель-Кармине. Он также написал алтарь для Капеллы Святого Причастия собора Колле-ди-Валь-д’Эльса, a также картины «Танкред и Эрминия» и «Ecce Homo» (Се человек), находящиеся сейчас в Палаццо Питти, «Причастие Святого Иеронима» для церкви Святой Анны.
Другие произведения во Флоренции находятся в церквях: Сан-Феличе-ин-Пьяцца (Чудо святого Антония Аббата), Санта-Мария-Маджоре (около 1640), в Сан-Гаэтано (1642—1643), в Сантиссима-Аннунциата, в Казино Медичи ди Сан-Марко, в Палаццо Галли Тасси на Виа Пандольфини (около 1623), на вилле Поджо Империале, в художественной галерее Чертозы ди Галуццо. Он также работал в Сиенском соборе.
По случаю свадьбы Фердинандо II Медичи и Виттории Делла Ровере Оттавио Ваннини был среди художников, трудившихся под руководством Джованни да Сан-Джованни по украшению комнат Палаццо Питти: он написал картину «Лоренцо Великолепный Медичи в окружении художников» (1638—1642).
Ваннини был востребованным копиистом знаменитых произведений живописи, призванных заменить оригиналы, приобретённые Медичи в церквях и ораториях. Примерами являются копия «Спора о Троице» Андреа дель Сарто (теперь в церкви Санта-Лючия-деи-Маньоли) или копия «Пьеты» Перуджино, которая ныне находится на вилле Поджо Империале.
В 2007 году на картину Ваннини «Триумф Давида», которая была экспонирована в галерее Раннеевропейского искусства Художественного музея Милуоки, было совершено нападение. Преступника описали как человека, у которого раннее были замечены признаки психического расстройства. Утверждалось, что нападавшего встревожило изображение отрезанной головы Голиафа.

## Галерея

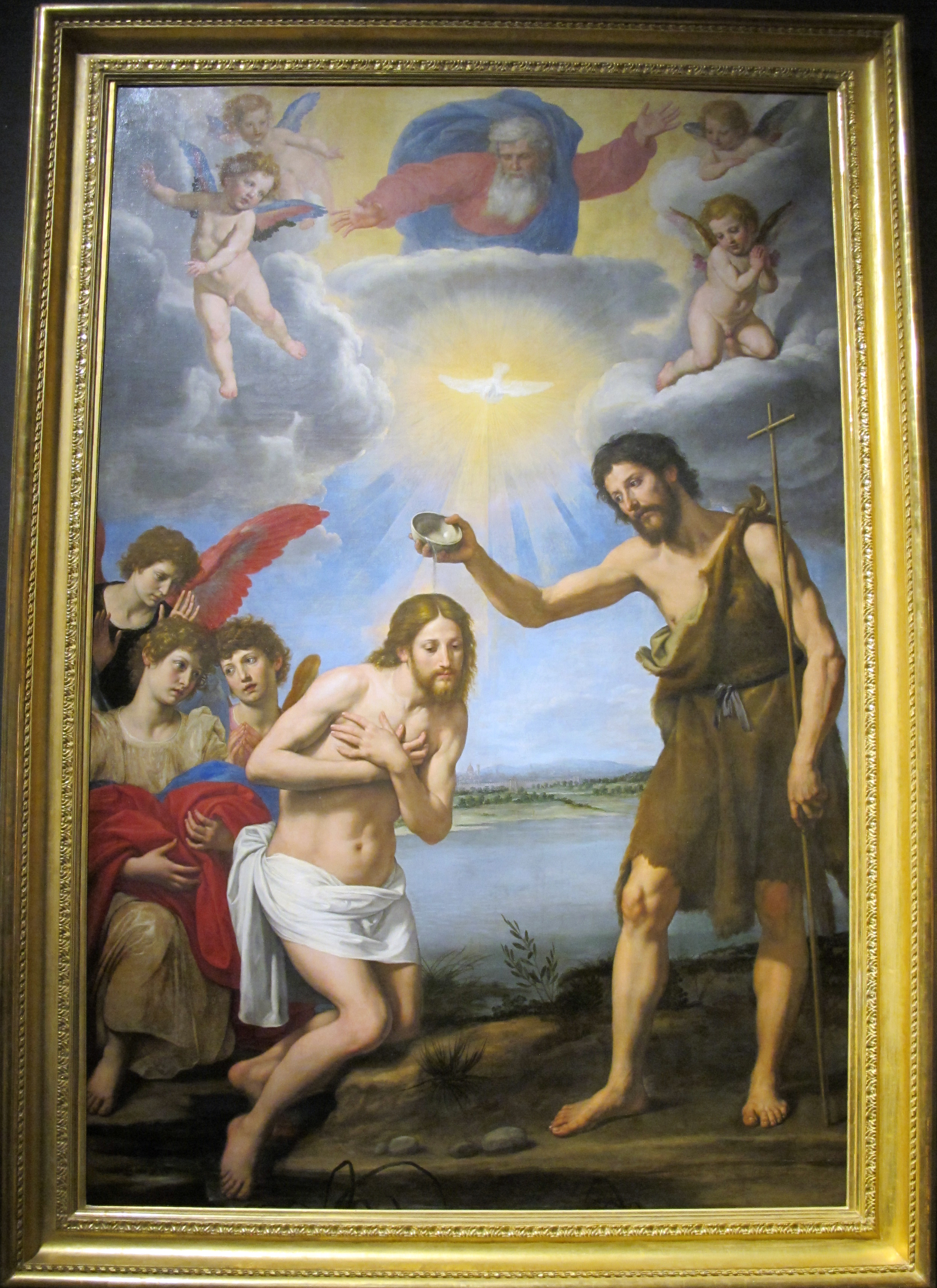
Крещение Христа. 1626—1627. Холст, масло. Художественный музей, Нант
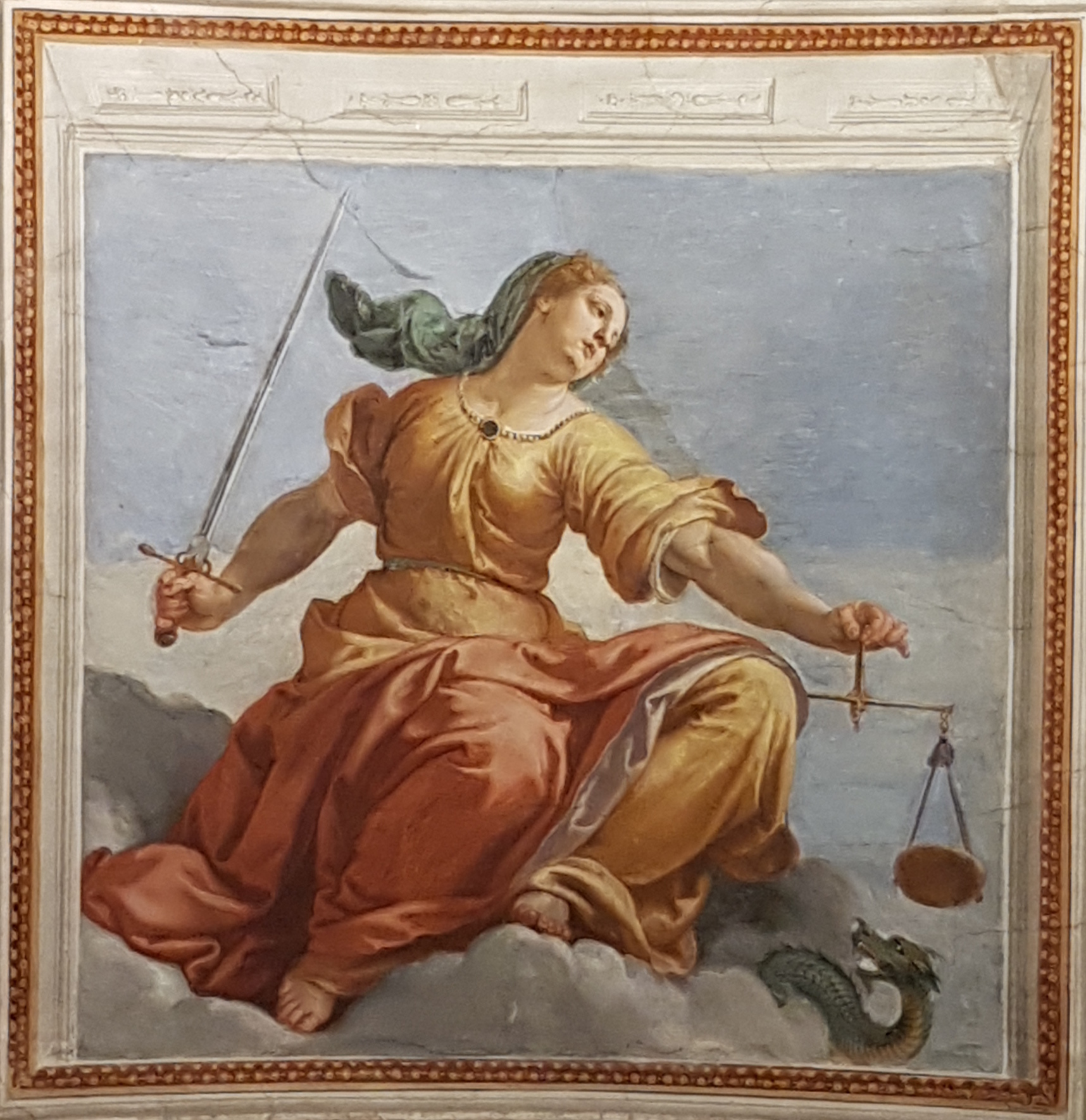
Aллегория Правосудия. Фреска плафона Галереи Поччетти. Палаццо Питти, Флоренция
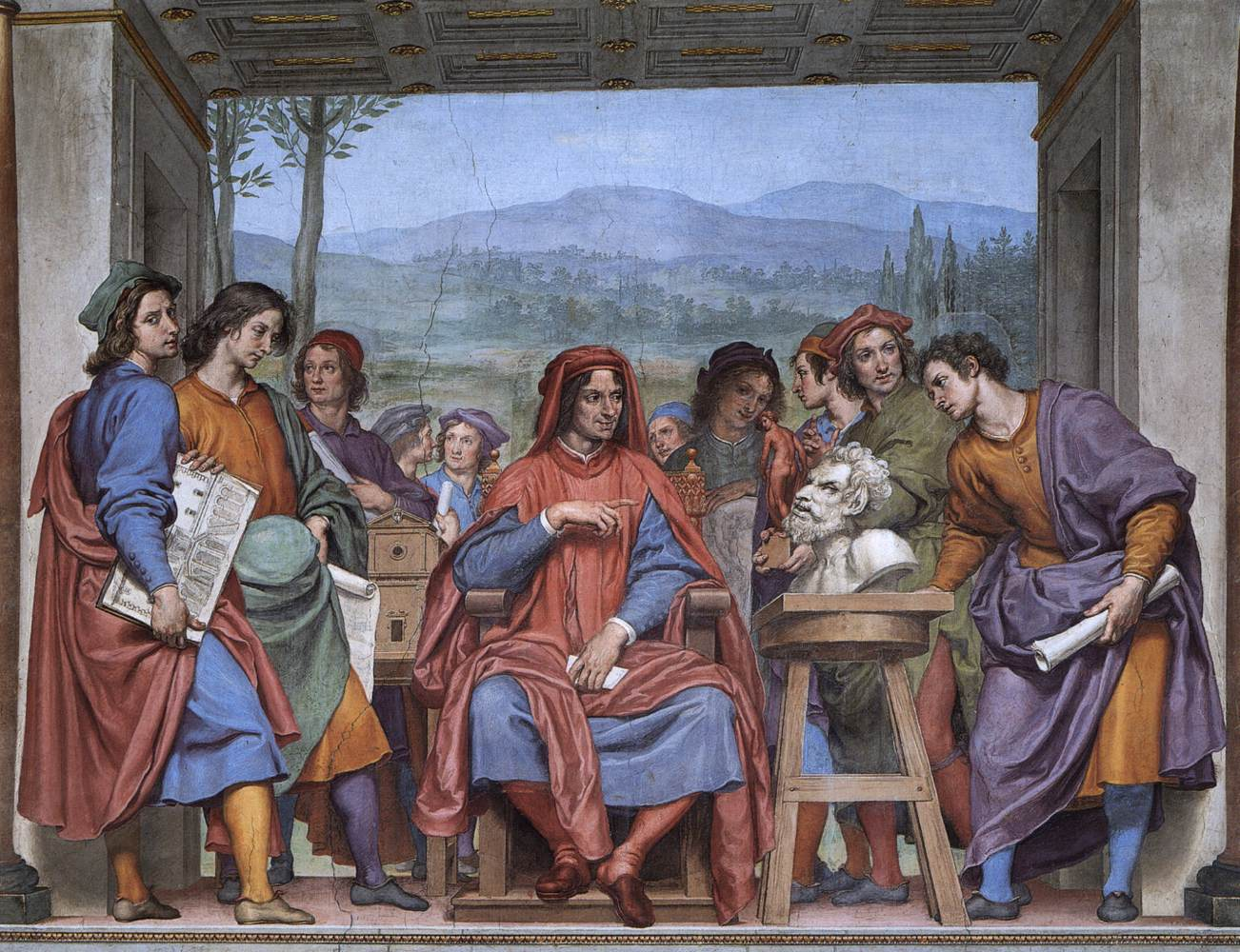
Лоренцо Великолепный Медичи в окружении художников (Микеланджело показывает Лоренцо Великолепному голову фавна). 1638—1642. Фреска. Палаццо Питти, Флоренция
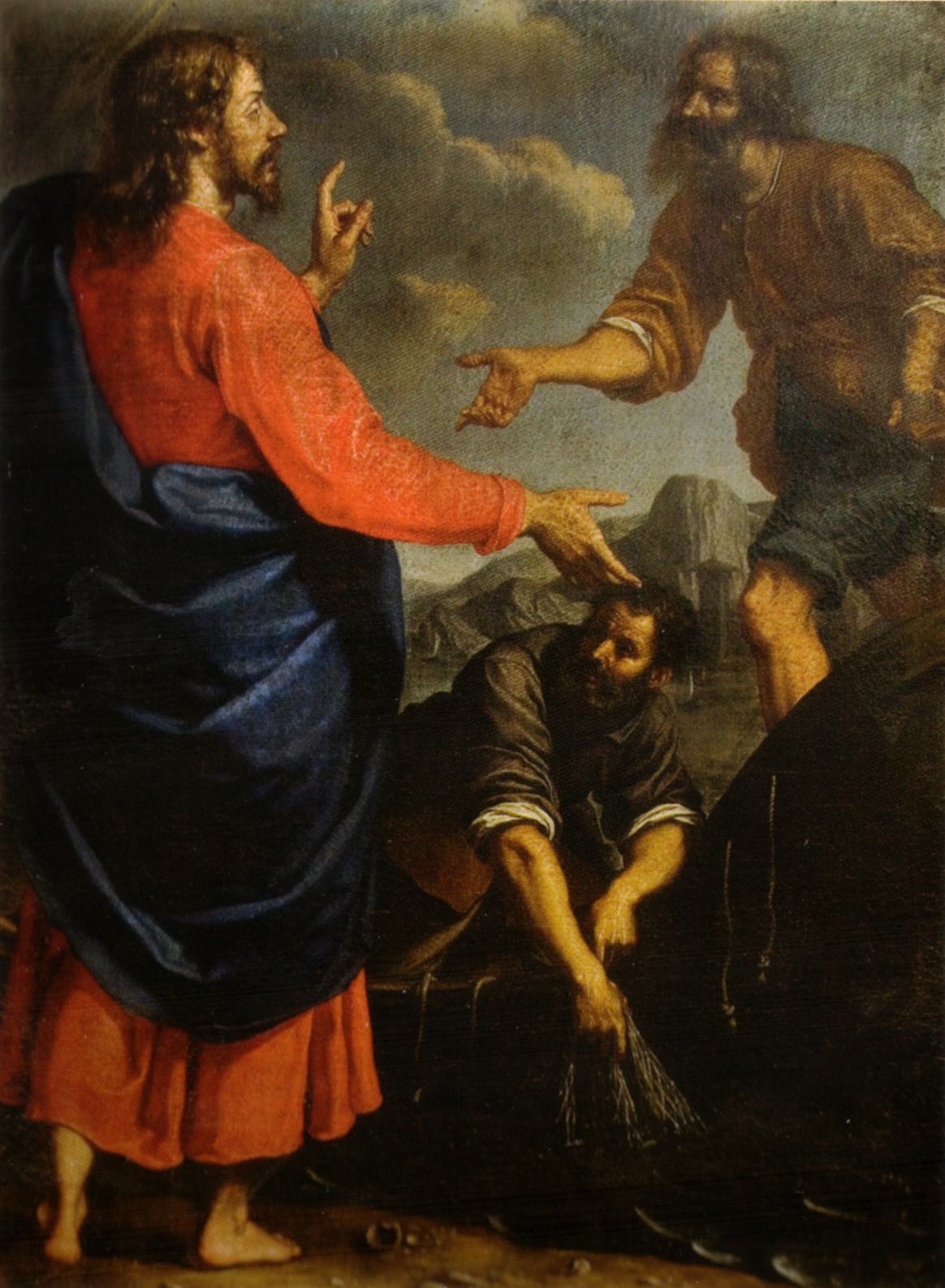
Призвание апостолов Андрея и Петра. Холст, масло. Церковь Сан-Гаэтано, Флоренция
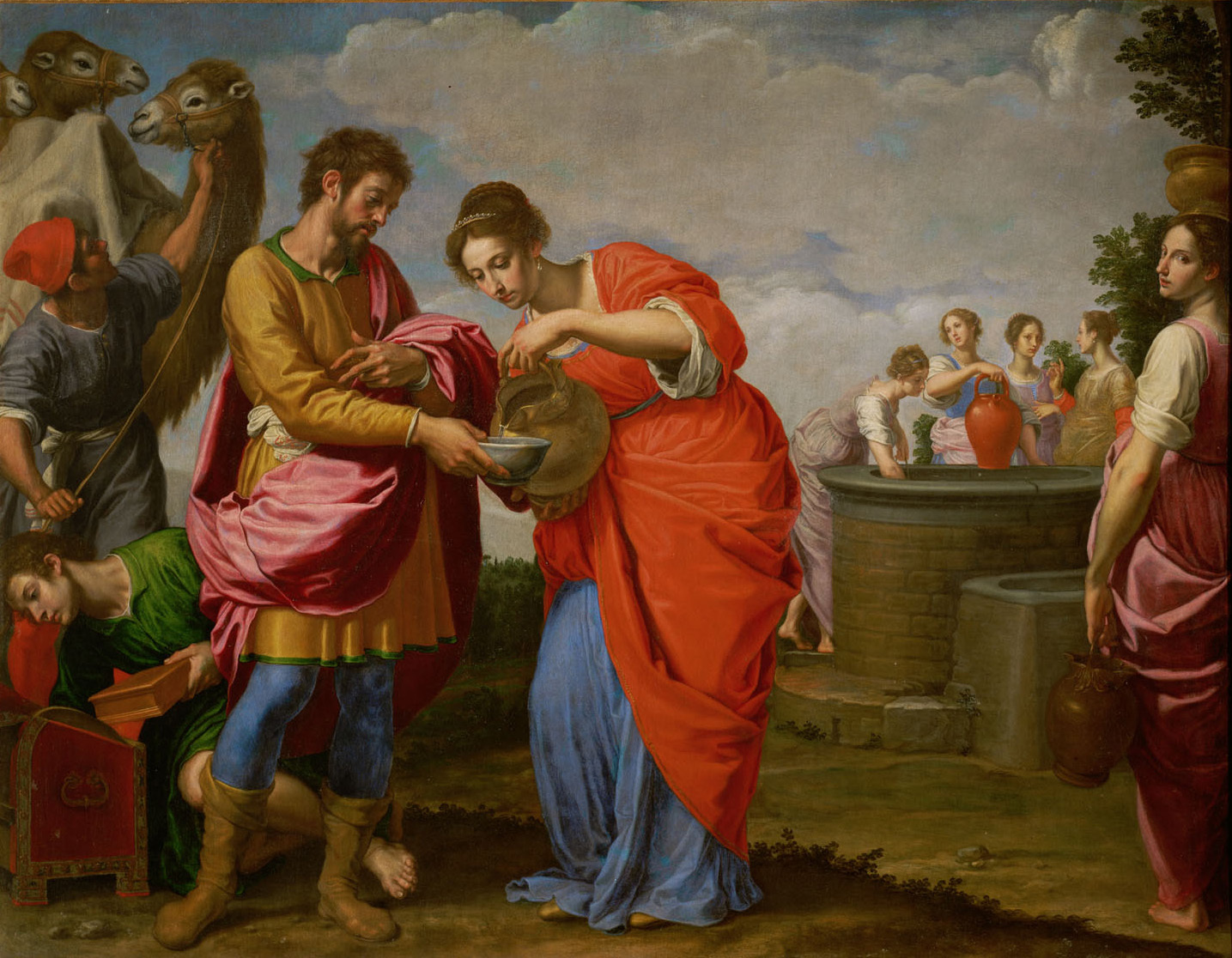
Ревекка и Елиезер у колодца. 1626—1627. Холст, масло. Музей истории искусств, Вена
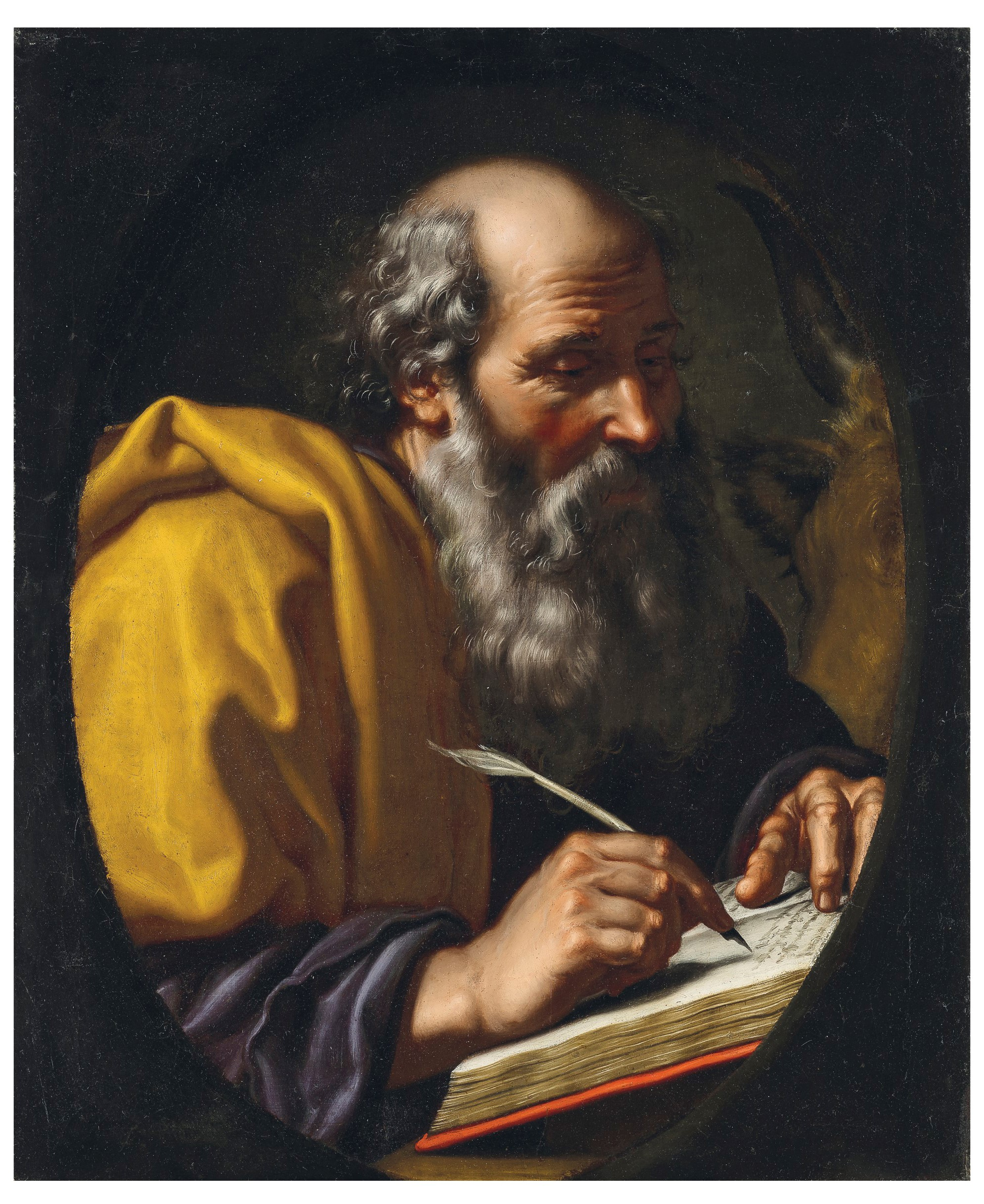
Святой Лука. Холст, масло. Частное собрание